# Missions japonaises dans la Corée des Silla
Les missions japonaises dans la Corée des Silla  sont les premières manifestations des contacts nippo-coréens à une époque où les échanges bilatéraux sont intermittents.
Le caractère unique de ces échanges diplomatiques évolue à partir d'un cadre conceptuel élaboré par les Chinois.
- 648 - À la demande du gouvernement japonais, l'ambassadeur des Silla en Chine fait parvenir une lettre à la cour de l'empereur Tang lui souhaitant une bonne santé[3].
- 804 - Mine no Masatao envoie des lettres au Conseil d'État japonais[4].
- 836 - Ki no Mitsu fait parvenir des lettres du Conseil d'État[5].

Les échanges d'ambassadeurs avec les royaumes coréens de Paekche et de Silla sont essentiels pour informer les Japonais des développements culturels sur le continent.

## Source de la traduction
- (en) Cet article est partiellement ou en totalité issu de l’article de Wikipédia en anglais intitulé « Japanese missions to Silla » (voir la liste des auteurs).